# Sottufficiale
Un sottufficiale (NCO - non-commissioned officer secondo la terminologia NATO), nel lessico militare, indica un appartenente alle forze armate gerarchicamente intermedio tra truppa e gli ufficiali.

## Classificazione NATO
Nella classificazione NATO i marescialli sino al grado di Maresciallo Capo sono da considerarsi equivalenti ai non-commissioned officer americani e non ai warrant officer americani che sono un vero e proprio unicum nel panorama internazionale; infatti, il grado di maresciallo e maresciallo ordinario sono codificati OR-8 corrispondendo quindi a master sergeant e first sergeant dell'US Army, mentre i gradi di maresciallo capo, primo maresciallo e luogotenente sono classificati codificati OR-9 e nell'esercito americano corrispondono al sergente maggiore, al "sergente maggiore di comando" e al sergente maggiore dell'esercito, che è una carica unica. I warrant officers delle forze armate americane costituiscono una categoria specifica, intermedia tra quella degli ufficiali e quella dei sottufficiali e non devono essere confusi con quelli degli eserciti di tradizione britannica (Regno Unito, Canada, Australia etc.), nei quali i warrant officers sono invece il gradino più alto della categoria dei sottufficiali.

## Nel mondo

### Argentina
Nelle forze armate argentine i gradi dei sottufficiali si suddividono in Suboficiales subalternos e Suboficiales superiores.
Suboficiales subalternos
I suboficiales subalternos sono paragonabili nelle forze armate italiane ad un ruolo che comprende sia i graduati di truppa sia il ruolo sergenti.
| Ejército                 | Armada                   | Fuerza Aérea             | Equivalente NATO         |
| Suboficiales subalternos | Suboficiales subalternos | Suboficiales subalternos | Suboficiales subalternos |
| ------------------------ | ------------------------ | ------------------------ | ------------------------ |
| Sargento (SG)            | Cabo principal (CP)      | Cabo principal (CP)      | OR-5                     |
| Cabo primero (CI)        | Cabo primero (CI)        | Cabo primero (CI)        | OR-4                     |
| Cabo (CB)                | Cabo segundo (CS)        | Cabo (CB)                | OR-3                     |

Suboficiales superiores
i Suboficiales superiores sono paragonabili al ruolo marescialli delle forze armate italiane. I gradi di Suboficial Principal e Suboficial Mayor possono essere omologabili al primo maresciallo e al luogotenente delle forze armate italiane.
| Ejército                  | Armada                    | Fuerza Aérea              | Equivalente NATO        |
| Suboficiales superiores   | Suboficiales superiores   | Suboficiales superiores   | Suboficiales superiores |
| ------------------------- | ------------------------- | ------------------------- | ----------------------- |
| Suboficial mayor (SM)     | Suboficial mayor (SM)     | Suboficial mayor (SM)     | OR-9                    |
| Suboficial principal (SP) | Suboficial principal (SP) | Suboficial principal (SP) | OR-8                    |
| Sargento ayudante (SA)    | Suboficial primero (SI)   | Suboficial ayudante (SA)  | OR-7                    |
| Sargento primero (SI)     | Suboficial segundo (SS)   | Suboficial auxiliar (SX)  | OR-6                    |

### Egitto
Nell'esercito egiziano i sottufficiali possono essere paragonabili ai graduati di truppa e al ruolo sergenti delle forze armate italiane, mentre a livello superiore vi sono gli aiutanti, il Musaed (arabo: مساعد; letteralmente: Ausiliario) e il Musaed 'awwal (arabo: مساعد أول; letteralmente: Primo ausiliario), paragonabili ai Warrant officer delle forze armate britanniche o al ruolo marescialli delle forze armate italiane.

### Germania
Nelle forze armate tedesche il termine usato per indicare collettivamente la categoria sottufficiali tedeschi fin dal XVII secolo è Unteroffizier, che tuttavia è anche un grado militare paragonabile ai sergenti delle forze armate italiane.
Esistono due tipi di Unteroffizier:
- Unteroffiziere ohne Portepee, che comprendono:
  - Unteroffizier e Fahnenjunker,
  - Stabsunteroffizier;
- Unteroffiziere mit Portepee che comprendono:
  - Feldwebel e Fähnrich,
  - Oberfeldwebel (Oberbootsmann),
  - Hauptfeldwebel e Oberfähnrich,
  - Stabsfeldwebel,
  - Oberstabsfeldwebel.

Informalmente, i sottufficiali "con Portepee" (sottufficiale con sciabola annodata) sono spesso chiamati  "Feldwebel" creando confusione poiché esiste già il termine collettivo di Unteroffizier. Il termine Unteroffizier assume quindi un terzo significato: sottufficiale "senza Portepee" (sottufficiale senza sciabola annodata) in contrapposizione a quello di Feldwebel e corrisponde al Ruolo sergenti delle forze armate italiane.
Unteroffizier si traduce letteralmente in "sottufficiale" e, se usato per lo specifico grado, è considerato l'equivalente del sergente delle forze armate italiane in base ai codici NATO dei gradi del personale militare. Storicamente, l'Unteroffizier era considerato un caporale e aveva responsabilità simili a quelle dell'esercito britannico. In tempo di pace, un Unteroffizier era un soldato in carriera che addestrava i coscritti o guidava un gruppo o un plotone di combattimento e poteva aspirare nella gerarchia di diventare Unteroffizier mit Portepee (vale a dire un Feldwebel), che era il grado più alto per un soldato in carriera. Poiché il corpo degli ufficiali tedeschi era fortemente influenzato dalle differenze di classe, era molto improbabile che un sottufficiale diventasse ufficiale in tempo di pace.
L'Unteroffizierskorps (letteralmente il corpo dei sottufficiali) era composto da soldati professionisti che formavano la base degli eserciti tedeschi. Questa tradizione continua nella Bundeswehr dove tutti i gradi di sottufficiali e superiori sono occupati da soldati professionisti che hanno contratti di arruolamento che superano il periodo di leva.

#### Unteroffiziere ohne Portepee
| Heer und Luftwaffe                                                        | Heer und Luftwaffe                   | Heer und Luftwaffe           | Heer und Luftwaffe                      |
| Categoria                                                                 | Unteroffiziere ohne Portepee         | Unteroffiziere ohne Portepee | Unteroffiziere ohne Portepee            |
| ------------------------------------------------------------------------- | ------------------------------------ | ---------------------------- | --------------------------------------- |
| Controspallina                                                            | Stabsunteroffiziers der Panzertruppe | Fahnenjunker Luftwaffe       | Unteroffizier der Panzergrenadiertruppe |
| Grado                                                                     | Stabsunteroffizier                   | Fahnenjunker*                | Unteroffizier                           |
| Abbreviazione                                                             | StUffz/SU                            | Fhj/FJ                       | Uffz/U                                  |
| Codice NATO                                                               | OR-5                                 | OR-5                         | OR-5                                    |
| * Il grado di Fahnenjunker viene raggiunto solo dagli aspiranti ufficiali |                                      |                              |                                         |

| Distintivo per avambraccio                                        | Distintivo di grado sulla manica superiore della giacca dell'uniforme di servizio | Distintivo di grado (eccetto aspirante ufficiale medico) sulla manica superiore della giacca dell'uniforme di servizio | Distintivo di grado sulla manica superiore della giacca dell'uniforme di servizio |
| Grado                                                             | Obermaat                                                                          | Seekadett* | Maat                                                                              |
| Abbreviazione                                                     | OMaat/OMT                                                                         | SKad/SKAD | Maat/MT                                                                           |
| Codice NATO                                                       | OR-5                                                                              | OR-5 | OR-5                                                                              |
| * Il grado di Seekadett è riservato solo agli aspiranti ufficiali |                                                                                   | |                                                                                   |

#### Unteroffiziere mit Portepee
| Heer und Luftwaffe                                                           | Heer und Luftwaffe          | Heer und Luftwaffe          | Heer und Luftwaffe                 | Heer und Luftwaffe          | Heer und Luftwaffe                  | Heer und Luftwaffe          | Heer und Luftwaffe          |
| Categoria                                                                    | Unteroffiziere mit Portepee | Unteroffiziere mit Portepee | Unteroffiziere mit Portepee        | Unteroffiziere mit Portepee | Unteroffiziere mit Portepee         | Unteroffiziere mit Portepee | Unteroffiziere mit Portepee |
| ---------------------------------------------------------------------------- | --------------------------- | --------------------------- | ---------------------------------- | --------------------------- | ----------------------------------- | --------------------------- | --------------------------- |
| Controspallina                                                               | esploratori                 | Telecomunicazioni           | corpo dell'aviazione dell'esercito | Aeronautica Militare        | forze di difesa aerea dell'esercito | Pionieri                    | Artiglieria                 |
| Grado                                                                        | Oberstabsfeldwebel          | Stabsfeldwebel              | Oberfähnrich*                      | Hauptfeldwebel              | Oberfeldwebel                       | Fähnrich*                   | Feldwebel                   |
| Abbreviazione                                                                | OStFw/OSF                   | StFw/SF                     | OFähnr/OFR                         | HptFw/HF                    | OFw/OF                              | Fähnr/FR                    | Fw/F                        |
| Codice NATO                                                                  | OR-9                        | OR-8                        | OR-8/OR-7                          | OR-8/OR-7                   | OR-6                                | OR-6                        | OR-6                        |
| * I gradi di Fähnrich e Oberfähnrich sono riservati agli aspiranti ufficiali |                             |                             |                                    |                             |                                     |                             |                             |

| Deutsche Marine                                                                                 | Deutsche Marine             | Deutsche Marine             | Deutsche Marine                                                                                             | Deutsche Marine             | Deutsche Marine             | Deutsche Marine                                                                                          | Deutsche Marine |
| Categoria                                                                                       | Unteroffiziere mit Portepee | Unteroffiziere mit Portepee | Unteroffiziere mit Portepee                                                                                 | Unteroffiziere mit Portepee | Unteroffiziere mit Portepee | Unteroffiziere mit Portepee                                                                              | Unteroffiziere mit Portepee |
| ----------------------------------------------------------------------------------------------- | --------------------------- | --------------------------- | --- | --------------------------- | --------------------------- | --- | --- |
| Distintivo per paramano                                                                         | Distintivo per paramano     | Distintivo per paramano     | Distintivo per paramano di Oberfähnrich zur See (esclusi allievi ufficiali del corpo della sanità militare) | Distintivo per paramano     | Distintivo per paramano     | Distintivo per paramano di Fähnrichs zur See (esclusi allievi ufficiali del corpo della sanità militare) | Dienstgradabzeichen eines Bootsmannes (60er Verwendungsreihe) auf dem Unterärmel der Jacke des Dienstanzuges für Marineuniformträger |
| Grado                                                                                           | Oberstabsbootsmann          | Stabsbootsmann              | Oberfähnrich zur See*                                                                                       | Hauptbootsmann              | Oberbootsmann               | Fähnrich zur See*                                                                                        | Bootsmann |
| Abbreviazione                                                                                   | OStBtsm/OSB                 | StBtsm/SB                   | OFähnr zS/OFRZS                                                                                             | HptBtsm/HB                  | OBtsm/OB                    | Fähnr zS/FRZS                                                                                            | Btsm/B |
| Codice NATO                                                                                     | OR-9                        | OR-8                        | OR-8/OR-7                                                                                                   | OR-8/OR-7                   | OR-6                        | OR-6 | OR-6 |
| * I gradi di Fähnrich zur See e di Oberfähnrich zur See sono riservati agli aspiranti ufficiali |                             |                             | |                             |                             | | |

### Italia
Nell'esercito del Regno di Sardegna era la figura che era identificata con l'espressione "bass'ufficiale", acquisendo la denominazione corrente nel Regio Esercito, dopo la proclamazione del Regno d'Italia.
Nella Repubblica è una categoria delle forze armate italiane, composta dal personale in servizio permanente appartenente ai ruoli dei "sergenti/sovrintendenti" e dei "marescialli/ispettori".

### Polonia
Nelle forze armate polacche i sottufficiali sono divisi in tre categorie:
- Sottufficiali subalterni (polacco: podoficerowie młodsi; letteralmente: giovani sottufficiali), equiparabili ai graduati di truppa delle forze armate italiane
- Sottufficiali (polacco: podoficerowie), equiparabili al ruolo sergenti delle forze armate italiane
- Sottufficiali superiori (polacco: podoficerowie starsi; letteralmente: sottufficiali anziani), equiparabili al ruolo marescialli delle forze armate italiane

Wojska Lądowe
| Sottufficiali  | Sottufficiali            | Sottufficiali        | Sottufficiali         | Sottufficiali              | Sottufficiali     | Sottufficiali | Sottufficiali        | Sottufficiali        | Sottufficiali        |
| Polonia        | podoficerowie starsi     | podoficerowie starsi | podoficerowie starsi  | podoficerowie              | podoficerowie     | podoficerowie | podoficerowie młodsi | podoficerowie młodsi | podoficerowie młodsi |
| Polonia        | OR-9                     | OR-9                 | OR-8                  | OR-7                       | OR-6              | OR-5          | OR-4                 | OR-4                 | OR-3                 |
| -------------- | ------------------------ | -------------------- | --------------------- | -------------------------- | ----------------- | ------------- | -------------------- | -------------------- | -------------------- |
| Wojska Lądowe  | Starszy chorąży sztabowy | Starszy chorąży      | Chorąży               | Młodszy chorąży            | Starszy sierżant  | Sierżant      | Plutonowy            | Starszy kapral       | Kapral               |
| Equivalente EI | Luogotenente             | Maresciallo capo     | Maresciallo ordinario | Sergente maggiore aiutante | Sergente maggiore | Sergente      | Graduato aiutante    | Caporal maggiore     | caporale             |

Marynarka Wojenna
| Sottufficiali     | Sottufficiali                      | Sottufficiali             | Sottufficiali        | Sottufficiali             | Sottufficiali  | Sottufficiali | Sottufficiali        | Sottufficiali        | Sottufficiali        |
| Polonia           | podoficerowie starsi               | podoficerowie starsi      | podoficerowie starsi | podoficerowie             | podoficerowie  | podoficerowie | podoficerowie młodsi | podoficerowie młodsi | podoficerowie młodsi |
| Polonia           | OR-9                               | OR-9                      | OR-8                 | OR-7                      | OR-6           | OR-5          | OR-4                 | OR-4                 | OR-3                 |
| ----------------- | ---------------------------------- | ------------------------- | -------------------- | ------------------------- | -------------- | ------------- | -------------------- | -------------------- | -------------------- |
| Marynarka Wojenna | starszy chorąży sztabowy marynarki | starszy chorąży marynarki | chorąży marynarki    | młodszy chorąży marynarki | starszy bosman | bosman        | bosmanmat            | starszy mat          | mat                  |
| equivalente MM    | Luogotenente                       | Capo di 1ª classe         | Capo di 2ª classe    | Secondo capo aiutante     | Secondo capo   | Sergente      | sottocapo aiutante   | sottocapo scelto     | comune scelto        |

Siły Powietrzne
| Sottufficiali   | Sottufficiali            | Sottufficiali            | Sottufficiali            | Sottufficiali              | Sottufficiali     | Sottufficiali | Sottufficiali        | Sottufficiali        | Sottufficiali        |
| Polonia         | podoficerowie starsi     | podoficerowie starsi     | podoficerowie starsi     | podoficerowie              | podoficerowie     | podoficerowie | podoficerowie młodsi | podoficerowie młodsi | podoficerowie młodsi |
| Polonia         | OR-9                     | OR-9                     | OR-8                     | OR-7                       | OR-6              | OR-5          | OR-4                 | OR-4                 | OR-3                 |
| --------------- | ------------------------ | ------------------------ | ------------------------ | -------------------------- | ----------------- | ------------- | -------------------- | -------------------- | -------------------- |
| Siły Powietrzne | Starszy chorąży sztabowy | Starszy chorąży          | Chorąży                  | Młodszy chorąży            | Starszy sierżant  | Sierżant      | Plutonowy            | Starszy kapral       | Kapral               |
| Equivalente AM  | Luogotenente             | Maresciallo di 1ª classe | Maresciallo di 2ª classe | Sergente maggiore aiutante | Sergente maggiore | Sergente      | Graduato aiutante    | 1º aviere scelto     | aviere scelto        |

### Russia
Il corpo dei sottufficiali nel moderno esercito russo e in quelli che ne condividono l'impostazione è considerato inefficiente. La Russia ha riconosciuto il problema e sta pianificando un programma per sviluppare dei sottufficiali professionisti.

### Spagna
Nelle forze armate spagnole il grado di Suboficial mayor corrisponde al grado di luogotenente delle forze armate italiane.